# Brouhot
Automobiles G. Brouhot & Cie était un constructeur français d'automobiles et de moteurs,,.

## Histoire de l'entreprise
Charles Brouhot dirigeait une entreprise de fabrication de machines agricoles et de moteurs stationnaires à Vierzon dans les années 1890. En 1898, il fonde Automobiles G. Brouhot & Cie, également à Vierzon, en tant qu'entreprise indépendante. La production automobile a pris fin en 1911. La société principale est mise en liquidation en 1914. La Société française de Vierzon reprend l'entreprise.

## Les modèles
Le premier modèle avait un moteur à deux cylindres horizontal à l'arrière. En 1903, il y avait le modèle à deux cylindres 10 CV et les modèles à quatre cylindres 15 CV et 20 CV avec moteurs verticaux et transmission par chaîne. Des modèles à quatre cylindres de 10 à 60 ch ont suivi plus tard. En 1906 apparaît le modèle 8 CV à deux cylindres à cardan. Le dernier nouveau modèle 9 CV est apparu en 1908.
Un véhicule de cette marque est visible au Musée de Châtellerault.

## Course automobile
En 1903 eut lieu la Course automobile Paris-Madrid. Brouhot a fabriqué une voiture de course unique et y a participé. Le moteur avait une cylindrée de 8013 cm3 et faisait 40 ch. Le véhicule a eu un accident près d'Angoulême. En plus du mécanicien, deux spectateurs sont morts. Sur ce, Brouhot abandonne le sport automobile.

## Moteurs
Les Ateliers P. Sage et Elswick Motor ont utilisé des moteurs intégrés Brouhot.

## Galerie d'images

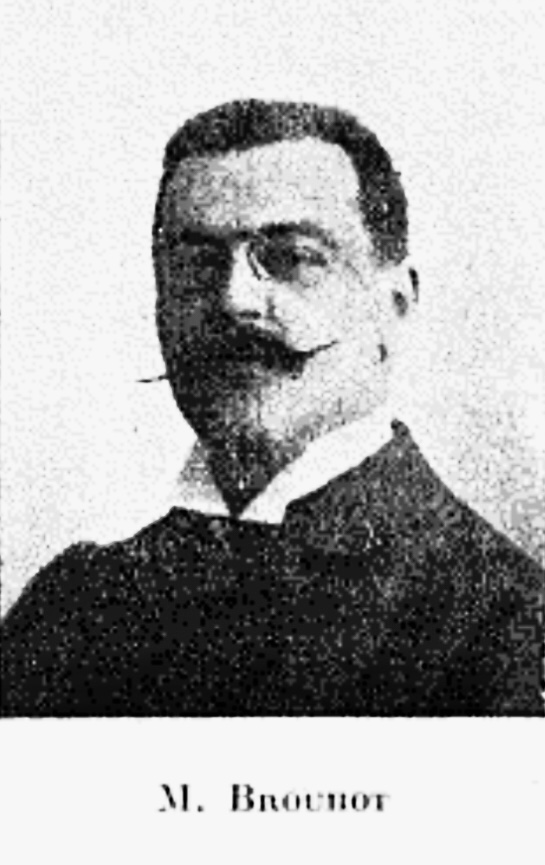
M. Brouhot.
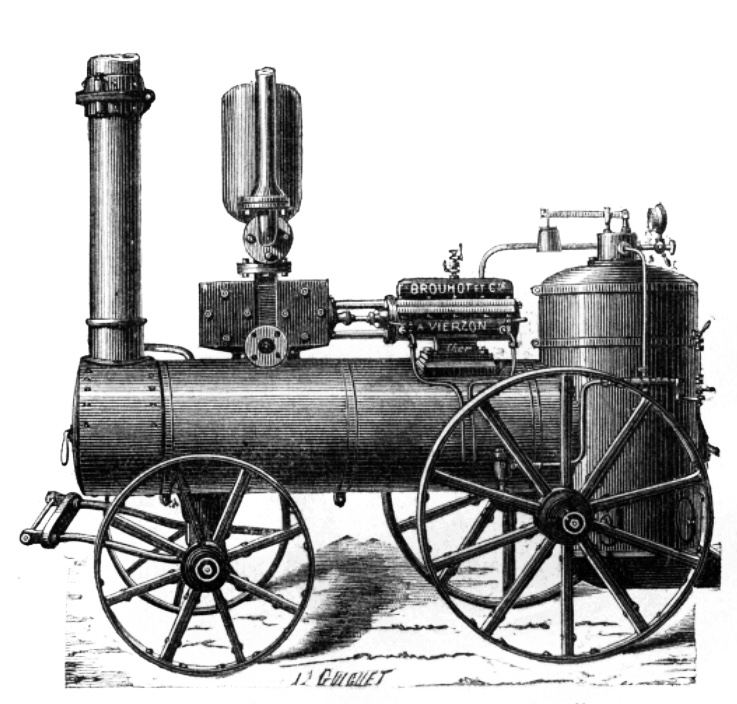
Brouhot (1887).
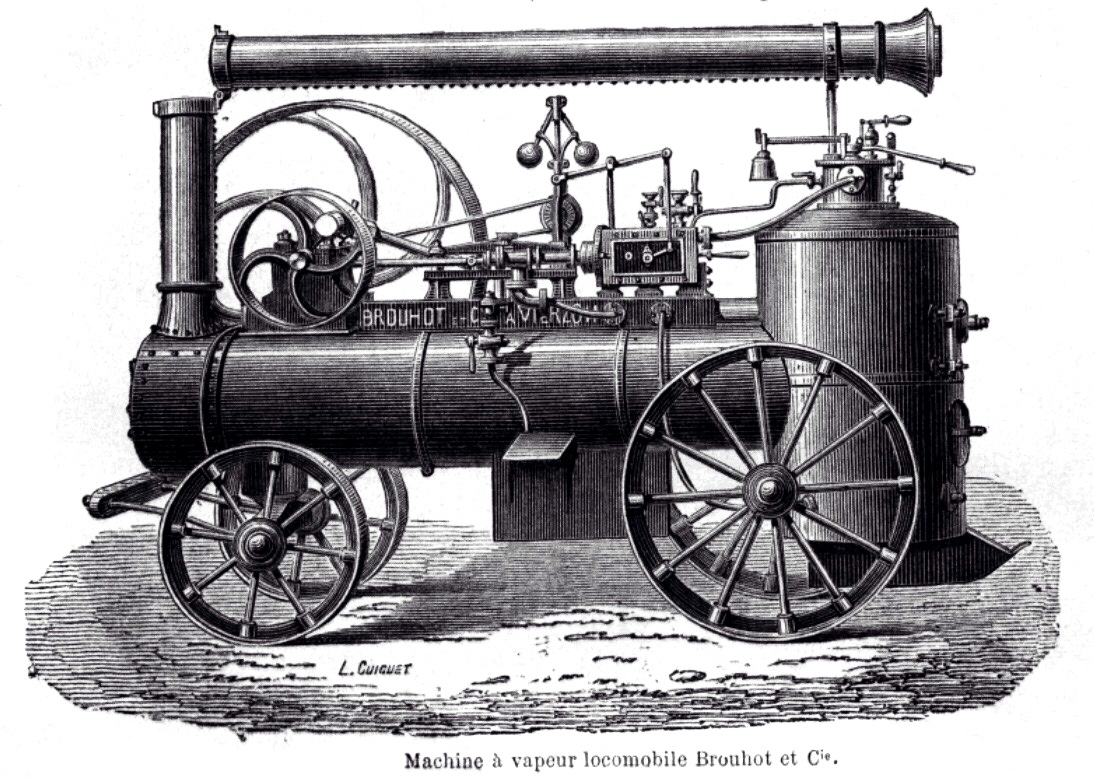
Brouhot Locomobile.
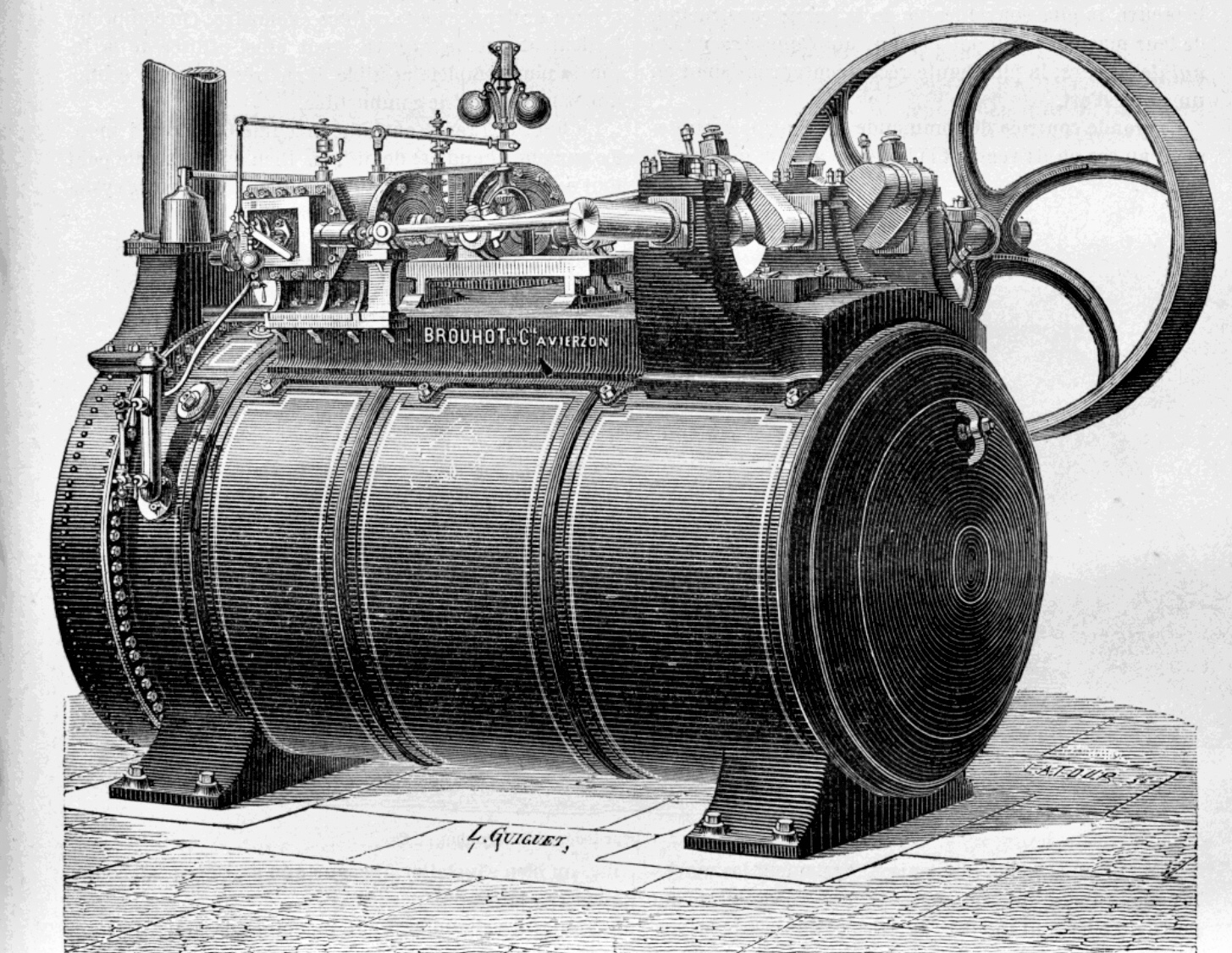
Machines à vapeur Locomobiles de MM. Brouot et Cie.
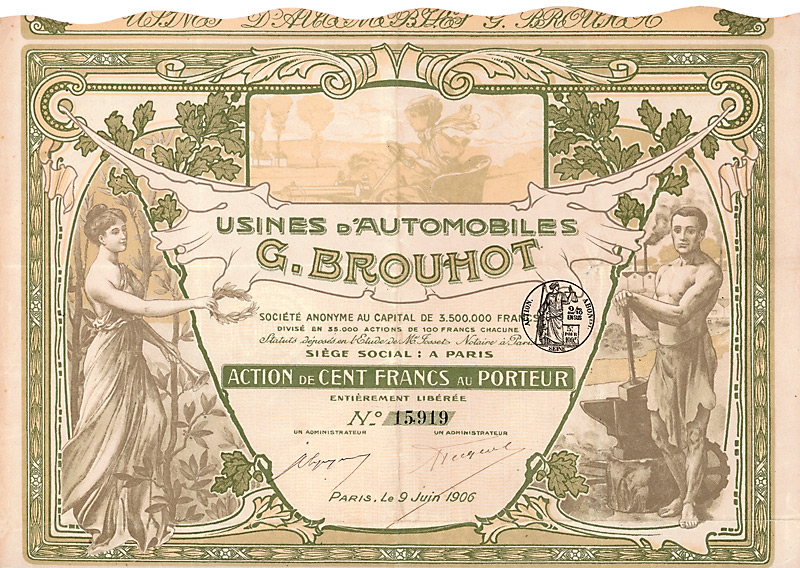
Action de 100 francs au porteur des Usines d'Automobiles G. Brouhot S.A. du 9 juin 1906.
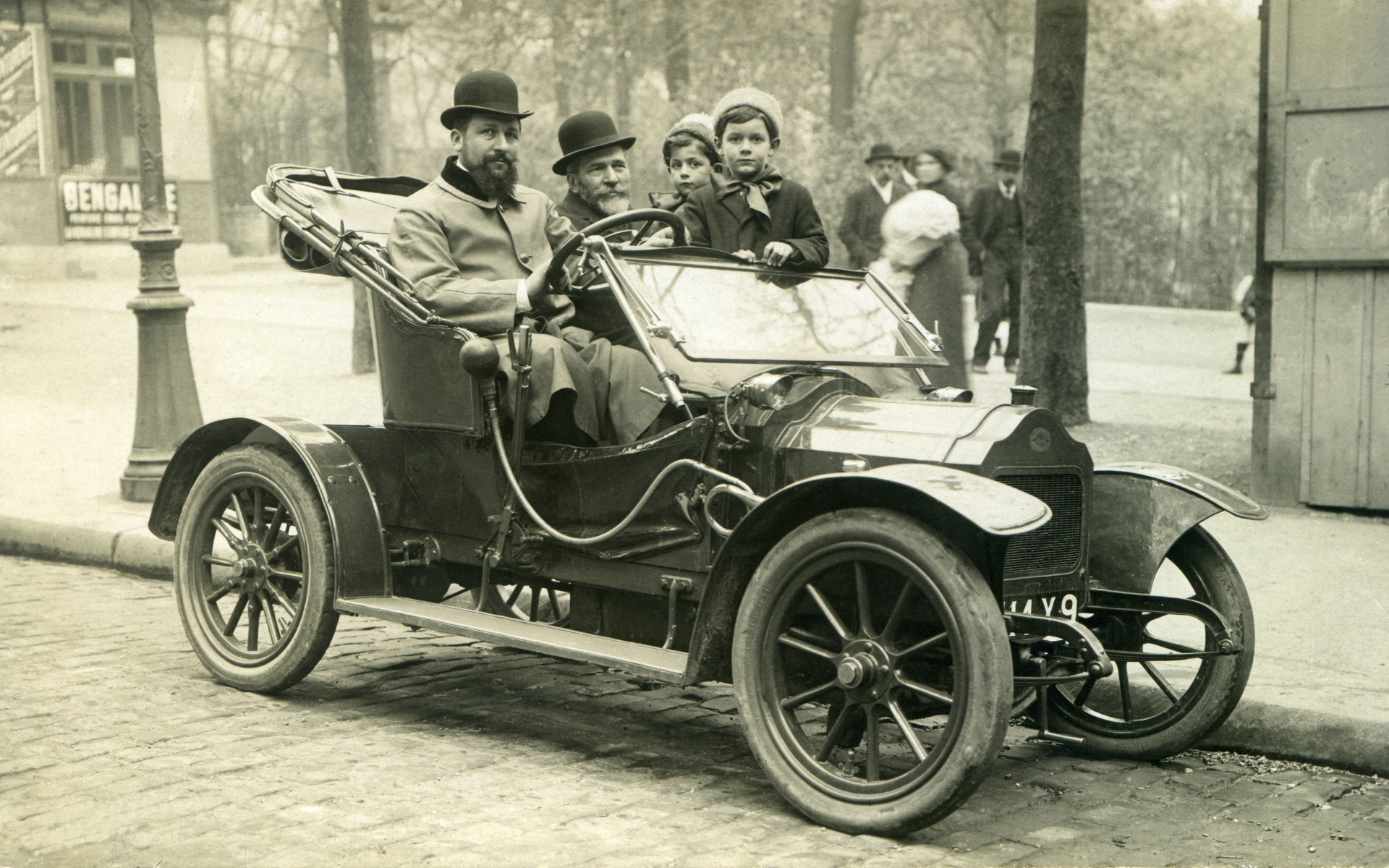
Brouhot à Paris, 1910.
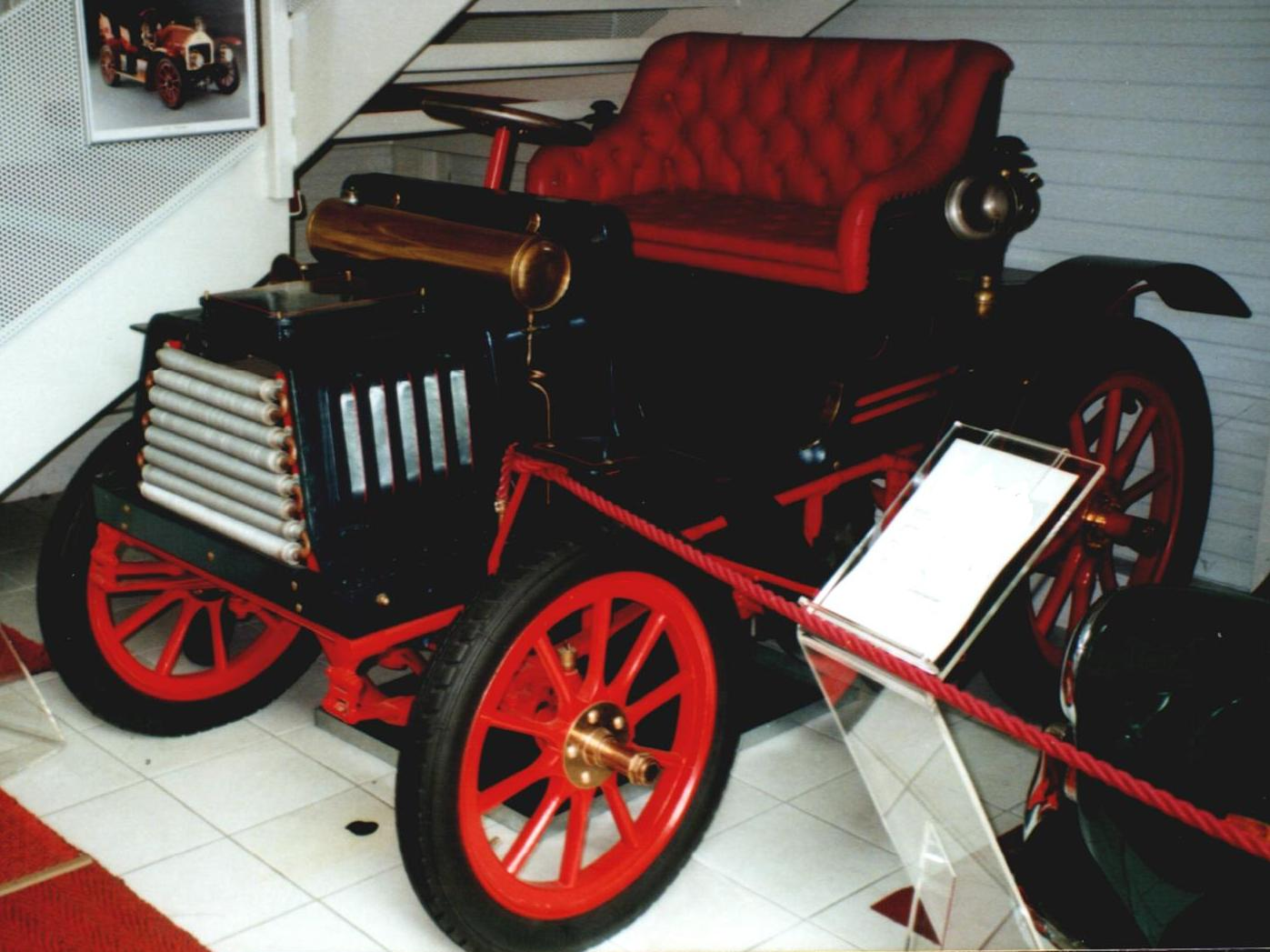
Brouhot de 1898.
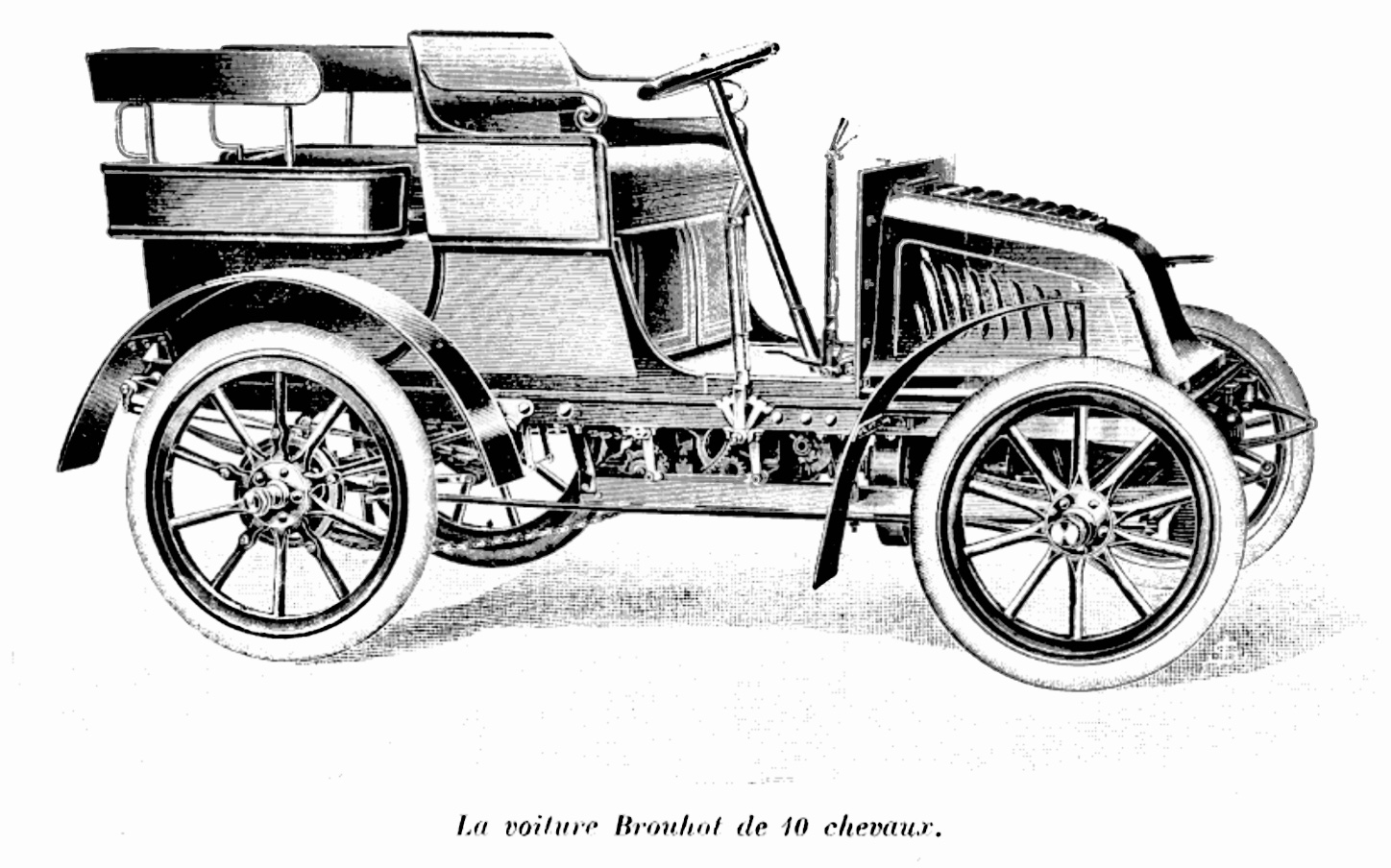
Brouhot 10 CV (1903)[10].
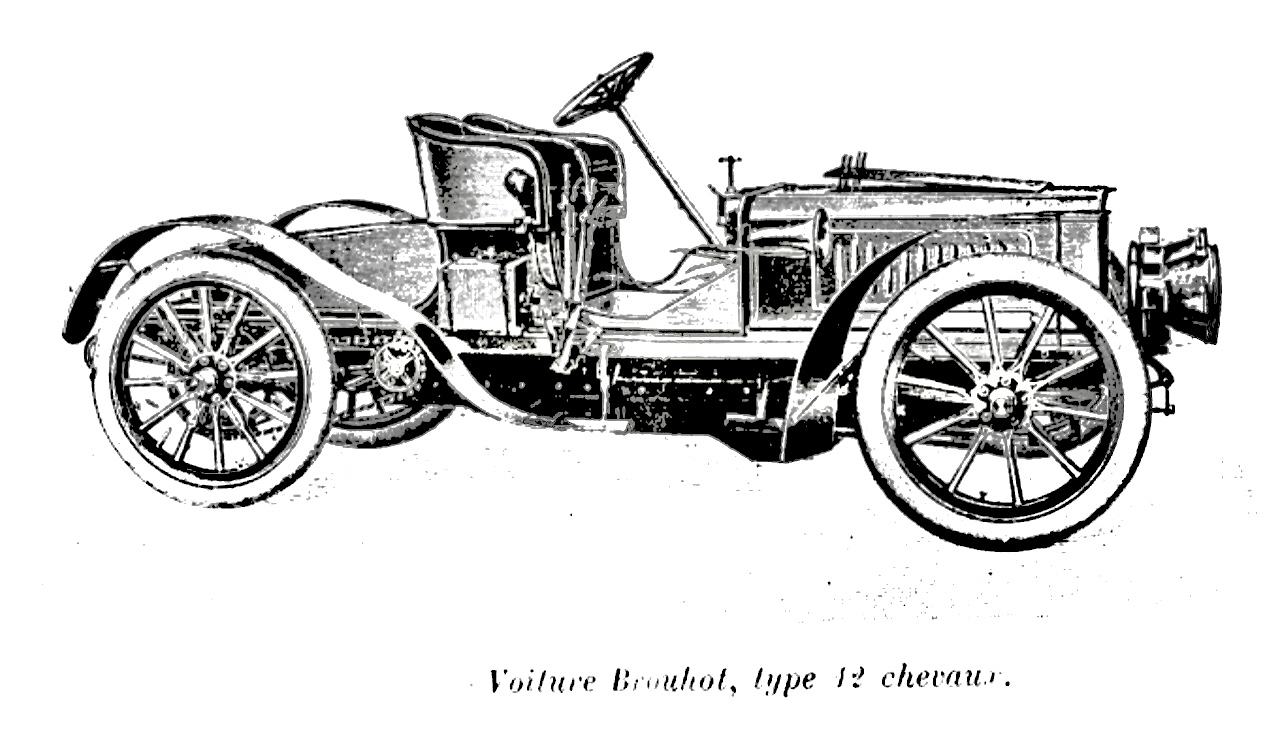
Brouhot 12 CV (1904)[11].
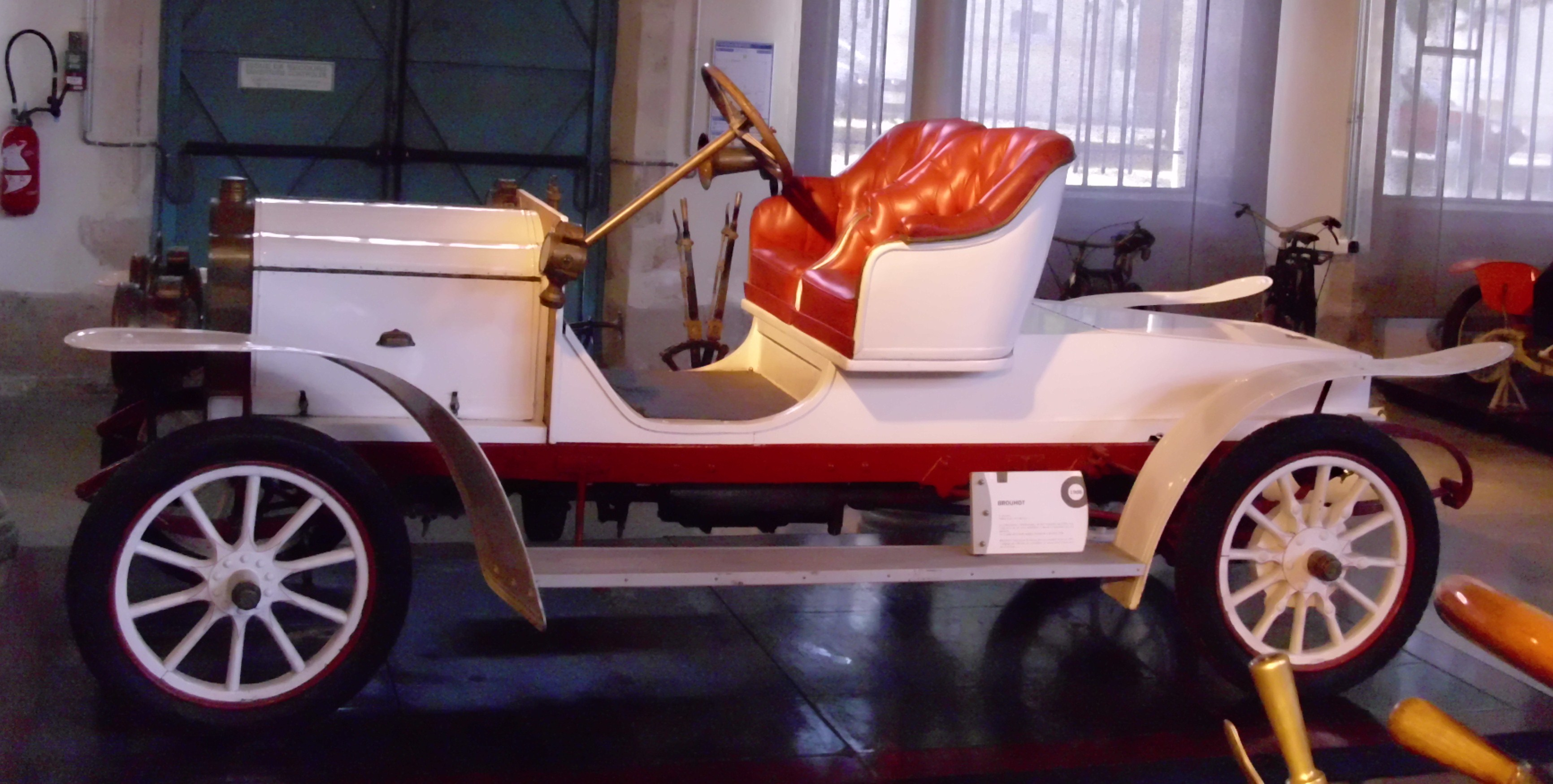
Brouhot de 1906.
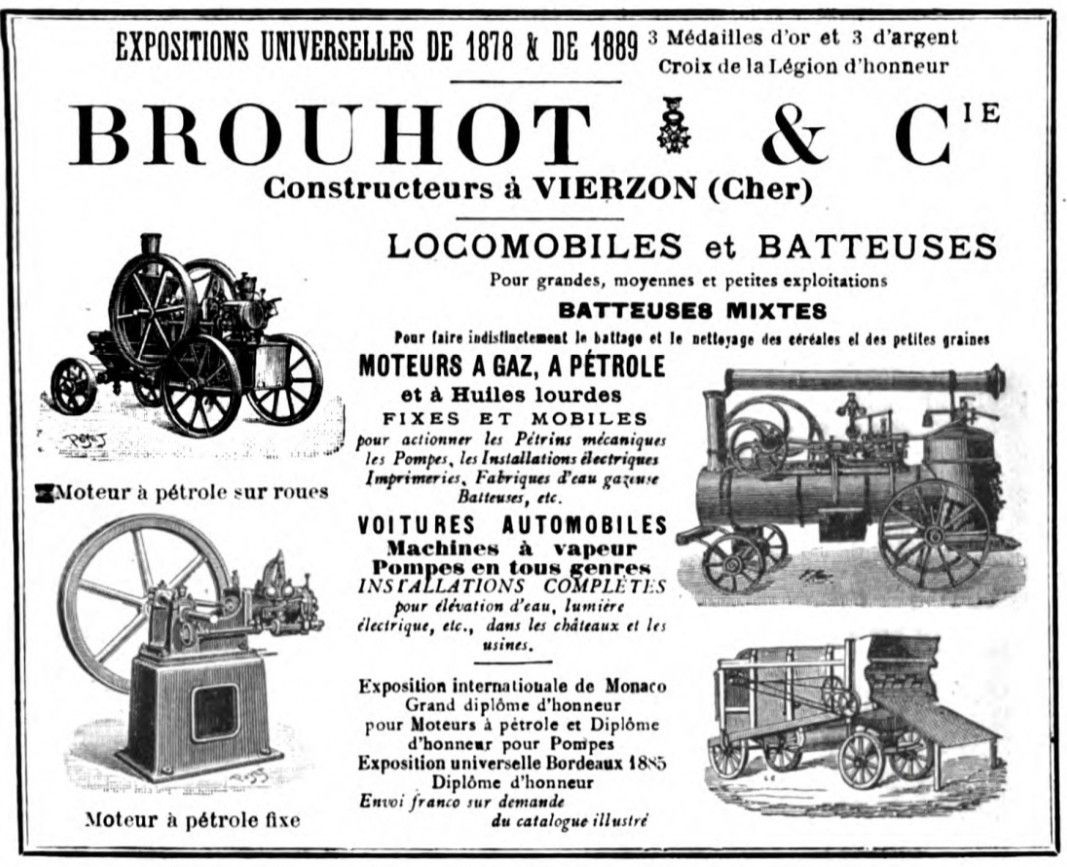
Brouhot & Cie (1899).
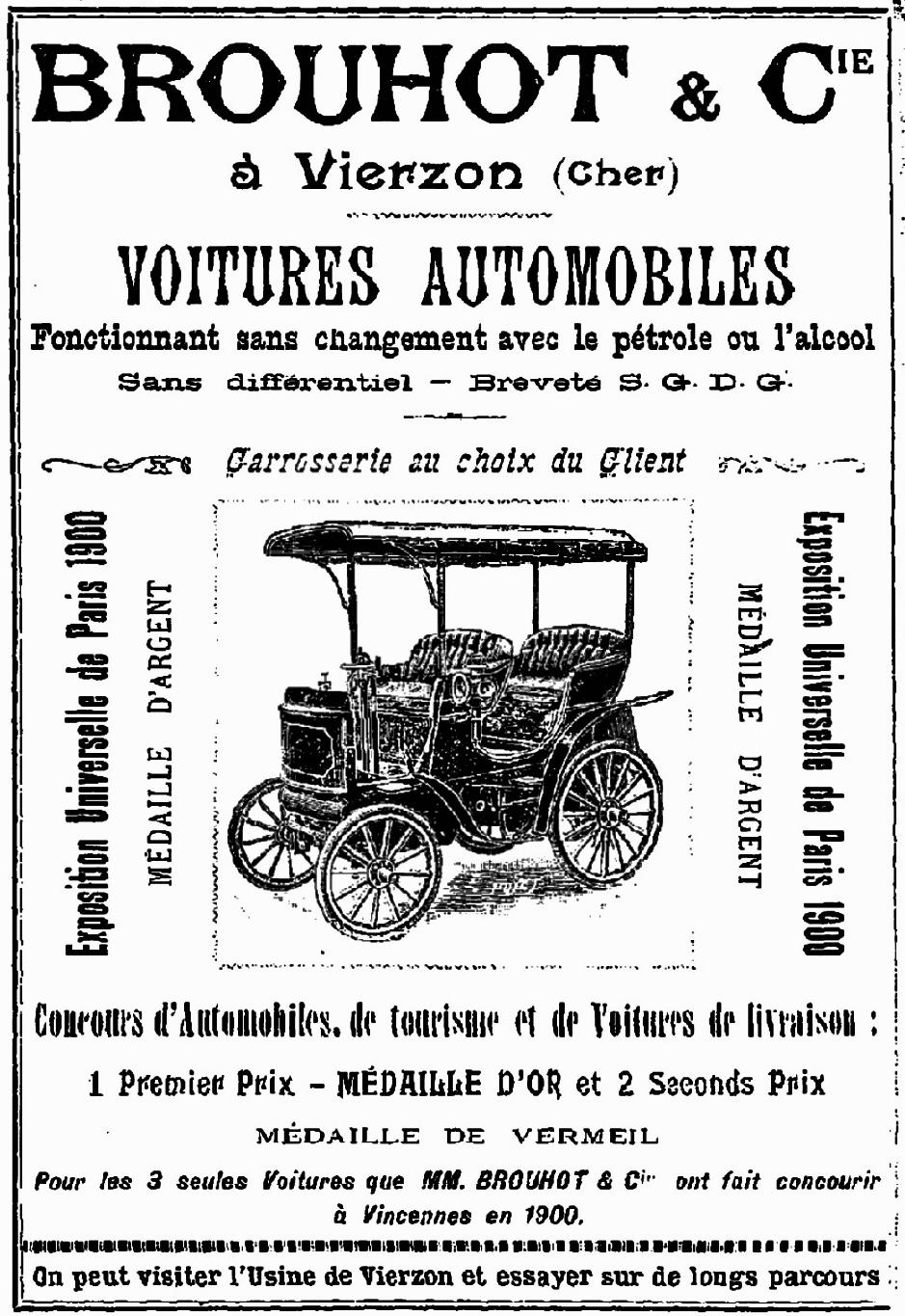
Brouhot (1900).
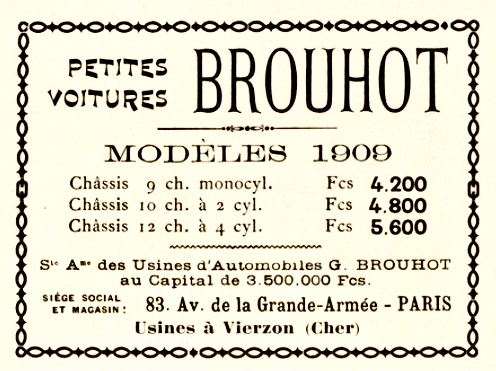
Brouhot 1909.